# Цеттемин
Цеттемин (нем. Zettemin) — община в Германии, в земле Мекленбург-Передняя Померания.
Входит в состав района Деммин. Подчиняется управлению Штафенхаген.  Население составляет 338 человек (на 31 декабря 2010 года). Занимает площадь 18,79 км².